# 在アイスランドアメリカ合衆国大使
在アイスランドアメリカ合衆国大使は、アイスランドに派遣されるアメリカ合衆国の外交使節団長や大使のことを指す。
1874年までのアイスランドは、独立国というよりはデンマークの保護領であった。1874年、デンマークはアイスランドに自治を認め、1904年に拡大した。1918年の連邦法（デンマークとの間の合意）により、アイスランドは共通の国王のもとでデンマークと連合する主権国家として承認された。アイスランドは独自の国旗を制定し、外交及び防衛はデンマークに委任した。その結果、在デンマーク米国大使が米国とアイスランドとの外交関係を担当した。
1940年4月9日のドイツによるデンマーク占領は、アイスランドとデンマークとの関係を断ち切った。その結果、アイスランド議会は4月10日、外交を自国で担うことを決議した。米国は1941年8月8日、リンカン・マクヴェーグを初代在アイスランド大使に任命した。マクヴェーグは1941年9月30日、アイスランド外相に信任状を奉呈した。彼の職名は、特命使節及び全権公使であった。以後、米国はアイスランドとの外交関係を維持してきた。
国民投票の結果、アイスランドは1944年6月17日、正式に独立の共和国となった。

## 大使一覧
| #  | 氏名                                     | 職名         | 任命           | 信任状奉呈     | 退任           | 任命種別   | 退任種別            |
| -- | ---------------------------------------- | ------------ | -------------- | -------------- | -------------- | ---------- | ------------------- |
| 1  | リンカン・マクヴェーグ                   | 特命全権公使 | 1941年8月8日   | 1941年9月30日  | 1942年6月27日  | 政治任用   | 離任                |
| 2  | レナンドバーネット・モリス               | 特命全権公使 | 1942年8月13日  | 1942年10月7日  | 1944年5月10日  | Career FSO | Relinquished charge |
| 3  | ルイス・ゲーテ・ドレフュス・ジュニア     | 特命全権公使 | 1944年3月21日  | 1944年6月14日  | 1946年10月21日 | Career FSO | 離任                |
| 4  | リチャード・P・バトリック                | 特命全権公使 | 1948年2月26日  | 1948年4月29日  | 1949年8月10日  | Career FSO | 離任                |
| 5  | エドワード・B・ローソン                  | 特命全権公使 | 1949年7月22日  | 1949年9月22日  | 1954年5月29日  | Career FSO | 離任                |
| 6  | ジョン・ジョーゼフ・ムッチョ             | 特命全権公使 | 1954年8月23日  | 1954年10月12日 | 1955年10月19日 | Career FSO | 職名変更            |
| 6  | ジョン・ジョーゼフ・ムッチョ             | 特命全権大使 | 1955年10月19日 | 1955年11月3日  | 1959年12月16日 | Career FSO | 離任                |
| 7  | タイラー・トンプスン                     | 特命全権大使 | 1960年1月27日  | 1960年2月19日  | 1961年4月16日  | Career FSO | 離任                |
| 8  | ジェームズ・K・ペンフィールド            | 特命全権大使 | 1961年4月27日  | 1961年5月24日  | 1967年3月16日  | Career FSO | 離任                |
| 9  | カール・フリチョフ・ロールヴァーグ       | 特命全権大使 | 1967年4月5日   | 1967年5月9日   | 1969年3月27日  | 政治任用   | 離任                |
| 10 | ルーサー・I・レプログル                  | 特命全権大使 | 1969年7月8日   | 1969年9月12日  | 1972年6月15日  | 政治任用   | 離任                |
| 11 | フレデリック・アーヴィング               | 特命全権大使 | 1972年9月11日  | 1972年10月11日 | 1976年4月21日  | Career FSO | 離任                |
| 12 | ジェイムズ・J・ブレイク                  | 特命全権大使 | 1976年7月1日   | 1976年9月8日   | 1978年9月29日  | Career FSO | 離任                |
| 13 | リチャード・A・エリクソン・ジュニア      | 特命全権大使 | 1978年10月12日 | 1978年11月21日 | 1981年8月15日  | Career FSO | 離任                |
| 14 | マーシャル・ブレメント                   | 特命全権大使 | 1981年7月27日  | 1981年9月16日  | 1985年8月1日   | Career FSO | 離任                |
| 15 | L・ニコラス・ルー                        | 特命全権大使 | 1985年7月12日  | 1985年8月21日  | 1989年10月7日  | 政治任用   | 離任                |
| 16 | チャールズ・エルヴァン・コッブ・ジュニア | 特命全権大使 | 1989年10月10日 | 1989年11月8日  | 1992年1月10日  | 政治任用   | 離任                |
| 17 | シグムンド・ロジッチ                     | 特命全権大使 | 1992年5月11日  | 1992年6月4日   | 1993年10月14日 | 政治任用   | 離任                |
| 18 | パーカー・W・ボーグ                      | 特命全権大使 | 1993年10月8日  | 1993年11月24日 | 1996年7月13日  | Career FSO | 離任                |
| 19 | デイ・O・マウント                        | 特命全権大使 | 1996年6月11日  | 1996年9月3日   | 1999年8月12日  | Career FSO | 離任                |
| 20 | バーバラ・J・グリフィス                  | 特命全権大使 | 1999年8月9日   | 1999年9月29日  | 2002年7月29日  | Career FSO | 離任                |
| 21 | ジェームズ・アーヴィン・ガズデン         | 特命全権大使 | 2002年10月3日  | 2002年12月9日  | 2005年7月14日  | Career FSO | 離任                |
| 22 | キャロル・ヴァン・ヴォースト             | 特命全権大使 | 2006年1月3日   | 2006年1月26日  | 2009年4月30日  | Career FSO | 離任                |
| 23 | ルイス・E・アリアーガ                    | 特命全権大使 | 2010年9月10日  | 2010年9月20日  | 2013年11月23日 | Career FSO | 離任                |
| 24 | ロバート・C・バーバー                    | 特命全権大使 | 2015年1月2日   | 2015年1月28日  | 2017年1月20日  | 政治任用   | 離任                |
| 25 | ジェフリー・R・ロス                      | 特命全権大使 | 2019年5月23日  | 2019年7月2日   | 2021年1月20日  | 政治任用   | 離任                |
| 26 | カリン・パットマン                       | 特命全権大使 | 2022年8月7日   | 2022年10月6日  | 2025年1月18日  | 政治任用   | 離任                |